# الكلية التكنولوجية بجنوب الوادي
الكلية التكنولوجية بجنوب الوادى هي من المعاهد الحكومية المصرية وتضم 9 معاهد.

## المعاهد
المعهد الفني الصناعي بنجع حمادي - المعهد الفني الصناعي بقنا - المعهد الفني للمساحة والري بقنا - المعهد الفني الصناعي بأسوان
المعهد الفني التجاري بقنا - المعهد الفني التجاري بأسوان - المعهد الفني لترميم الآثار بالأقصر - المعهد الفني للسياحة والفنادق بقنا - المعهد الفني للخدمة الاجتماعية بقنا